# ATOMIC Authoring Tool
ATOMIC Authoring Tool è uno strumento multipiattaforma che consente la creazione di applicazioni in realtà aumentata, sviluppato specialmente per i non programmatori.
È stato creato con una semplice interfaccia grafica che utilizza la libreria ARToolKit senza dover conoscere la programmazione di un linguaggio informatico.
La prima versione sperimentale di ATOMIC Authoring Tool è stata pubblicata il 7 settembre del 2008 mentre la prima versione stabile è stata pubblicata il 6 marzo del 2009.
La motivazione principale di ATOMIC è quella di fornire alla comunità uno strumento open source che può essere facilmente modificato e che non richiede troppe conoscenze tecniche per accedere alla tecnologia della realtà aumentata.
È stato scritto nel linguaggio di programmazione Processing ed è distribuito sotto licenza GNU GPL.

## ATOMIC Web Authoring Tool
L'ATOMIC Web Authoring Tool è uno software che consente la creazione di applicazioni di Realtà aumentata e l'esportazione in qualsiasi sito web. Si tratta di un progetto derivato da ATOMIC Authoring Tool.
È stato creato con una interfaccia grafica per l'uso della libreria Flartoolkit, da utilizzare senza dover conoscere la programmazione di un linguaggio informatico. L'interfaccia è stata scritta in Processing ed è distribuita sotto licenza GNU GPL. Il nucleo è in ActionScript 3. Essendo multipiattaforma, lo si può usare nei sistemi operativi Microsoft Windows e Ubuntu.
La prima versione stabile di ATOMIC Web Authoring Tool è la 0.4 ed è stata pubblicata il 31 marzo del 2010.